# Thièvres (Pas-de-Calais)
Thièvres ist eine französische Gemeinde mit 92 Einwohnern (Stand 1. Januar 2022) im Arrondissement Arras des Départements Pas-de-Calais. Sie liegt im Kanton Avesnes-le-Comte und ist Mitglied des Kommunalverbandes Campagnes de l’Artois.
|         |         | Famechon         |
| Orville | Kompass |                  |
| Sarton  |         | Thièvres (Somme) |

## Sehenswürdigkeiten

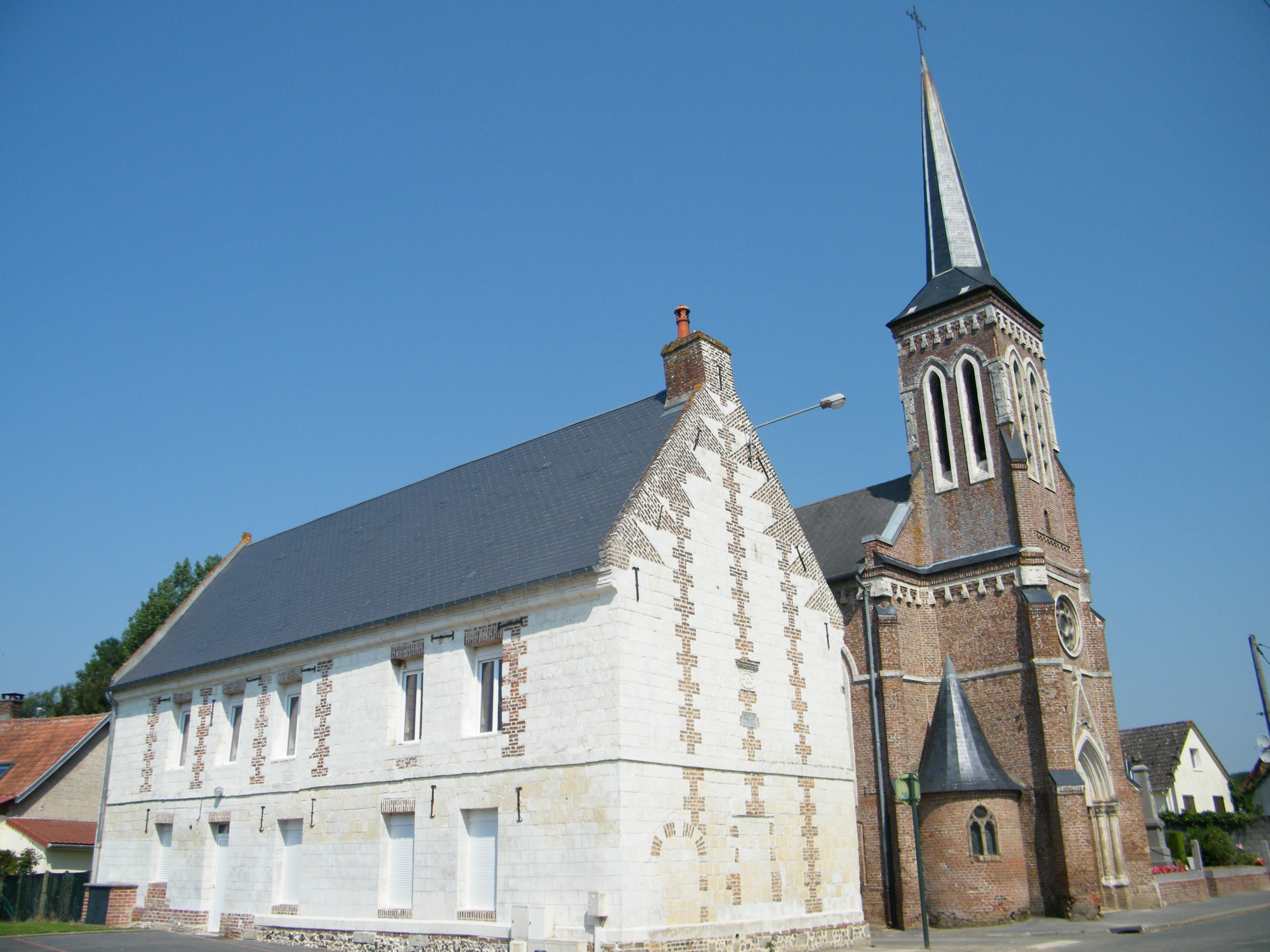
Kirche Saint-Pierre